# Košuća
Košuća är en ort i Bosnien och Hercegovina.   Den ligger i entiteten Republika Srpska, i den nordvästra delen av landet, 190 km nordväst om huvudstaden Sarajevo. Košuća ligger 167 meter över havet och antalet invånare är 156.
Terrängen runt Košuća är kuperad söderut, men norrut är den platt. Närmaste större samhälle är Prijedor, 13,4 km söder om Košuća. 
I omgivningarna runt Košuća växer i huvudsak lövfällande lövskog. Runt Košuća är det ganska tätbefolkat, med 67 invånare per kvadratkilometer.